# Alberto Borghetti
Alberto Borghetti (Cesena, 29 de maio de 1967) é um engenheiro eletricista, professor da Universidade de Bolonha. Foi nomeado fellow do Instituto de Engenheiros Eletricistas e Eletrônicos (IEEE) em 2015, por contributions to modeling of power distribution systems under transient conditions.